# Andre Tippett
Pour les articles homonymes, voir Tippett.
College Football Hall of Fame 2021
Pro Football Hall of Fame 2008
(en) Statistiques sur pro-football-reference
Andre Bernard Tippett (né le 27 décembre 1959 à Birmingham, Alabama) est un joueur professionnel de football américain évoluant au poste de linebacker pour les Patriots de la Nouvelle-Angleterre de 1982 à 1993. Il a été introduit au Pro Football Hall of Fame en 2008.
Sélectionné au deuxième tour de la draft 1982 de la NFL par les Patriots de la Nouvelle-Angleterre, Andre Tippett contribue dans les premières années dans la franchise à des rôles dans des équipes spéciales. Au milieu des années 1980, il devient un linebacker titulaire et bat le record de sacks en une saison en 1984 avec 18,5. Il réalise 16,5 sacks la saison suivante, battant le record de la NFL sur deux saisons avec 35 sacks. Il est sélectionne au Pro Bowl lors de ces deux saisons et les trois suivantes. 
Tippett était un linebacker puissant, rapide et athlétique. Avec 100 sacks en carrière, il détient toujours le record de franchise des Patriots de la Nouvelle-Angleterre. Nommé linebacker de l'année trois saisons de suite en 1985, 1986 et 1987, il est nommé dans l'équipe NFL de la décennie 1980.
Après son retrait en 1994, Andre Tippett continue de travailler dans l'organisation des Patriots, et est aujourd'hui directeur des actions envers la communauté.